# Cipanengah (Bojong Genteng)
Cipanengah is een bestuurslaag in het regentschap Sukabumi van de provincie West-Java, Indonesië. Cipanengah telt 5365 inwoners (volkstelling 2010).